# Ніколаєв Андрій Миколайович
Андрій Миколайович Ніколаєв (27 березня 1938 — 14 серпня 2023) — радянський та російський артист цирку. У 1958 році закінчив Державне училище циркового мистецтва. Народний артист РРФСР.

## Біографія
У 1958 році Ніколаєв закінчив Державне циркове училище, а в 1973 році — Російський інститут театрального мистецтва за фахом художній керівник. На початку своєї кар'єри він асистував Карандашу та Емілю Кіо, але з 1960-х виступав сам. У 1978 році він очолив групу «Комедійний цирк» і займався оформленням вистав «Я працюю клоуном» (1978) і «Шиворот-навиворіт» (1987), де також виконав головні ролі. У 1990-х роках він написав кілька композицій для інших клоунів, зокрема для свого сина Андрія Ніколаєва-молодшого (1966—2007).
У 1980 році Ніколаєв став народним артистом РРФСР. З 1976 року читав лекції в Російському інституті театрального мистецтва (з 1988 року — професор).
Ніколаєв помер 14 серпня 2023 року у віці 85 років.

## Нагороди
- 1965 — Лауреат Міжнародного фестивалю циркового гумору в Софії
- 1969 — Міжнародний конкурс клоунів імені Грока в Мілані
- 30.09.1969 — Заслужений артист РРФСР
- 14.02.1980 — Народний артист РРФСР
- 1983 — Премія «Оскар» у номінації «Кращий артист року» (Бельгія)
- 21.09.1998 — Орден Пошани[4]